# Рат струја
Рат струја је назив за сукоб између Томаса Едисона и Николе Тесле због Едисоновог промовисања једносмерне струје за пренос електричне енергије над ефикаснијом наизменичном струјом коју је заговарао Тесла.
Током почетних година дистрибуције електричне енергије, Едисонова једносмерна струја је била стандард у САД и Европи и Едисон није желео да изгуби сва своја патентна права. Једносмерна струја је лепо радила са сијалицама са ужареним влакнима које су биле главно оптерећење током дана. 
Својим радом са обртним магнетским пољем, Тесла је развио систем за производњу, пренос и употребу наизменичне струје. Он се удружио ca Џорџом Вестингхаусом да би комерцијализовао овај систем. Вестингхаус је претходно купио права за Теслине патенте полифазног система и друге патенте за трансформатор од Лисијена Галарда и Џона Диксона Гибса.

## Електрични преносни систем
Пренос електричне енергије посредством једносмерне струје је имао неколико ограничења који су решени употребом наизменичне струје. Велика оптерећења једносмерном струјом су тешко могла бити пренесена на раздаљине веће од једне миље без великих падова напона. Трожични преносни систем је обезбедио побољшање што се тиче падова напона и величини проводника, али није решио проблем. Едисонов одговор на ограничења једносмерног система је било да се енергија производи близу подручја где се троши и да се постави више жица да би се решио проблем потражње за енергијом, али се решење показало као скупо, непрактично и неизводљиво.
Једносмерна струја се не може лако трансформисати на више или ниже напоне. То значи да се одвојене електричне линије морају поставити да би се доставила снага уређајима који су користили различите напоне, на пример за осветљење и електричне моторе. Ово би довело до великог броја жица које би требало да се поставе и одржавају, непотребно трошећи новац и уводећи непотребне ризике. Велик број смрти током Велике мећаве 1888. су биле приписане прекинутим преносним линијама које су унеле пометњу у градове који су користили једносмерне мреже.
Високи наизменични напони се могу пренети преко великих даљина са малим падовима напона (тиме повећавши ефикасност преноса) и онда подесно спустити на ниже напоне за употребу у кућама и фабрикама. Када је Тесла представио систем генератора, трансформатора, мотора, проводника и осветљења за наизменичну струју у новембру и децембру 1887, постало је јасно да је наизменична струја будућност преноса електричне енергије.

### Губици током преноса
Предност наизменичне струје за дистрибуцију електричне енергије на велике удаљености је лака промена напона посредством трансформатора. 
Снага је производ напона и струје (P=UI). За дату снагу, низак напон захтева велику струју, а високи напон малу струју. Међутим, пошто метални проводници имају извесну електричну отпорност, део енергије ће се потрошити на загревање проводника. Губици снаге се дају једначином . За исту дату снагу, због ограничења величине проводника, пренос са ниским напоном и великом струјом ће имати више губитака од преноса високим напоном и малом струјом. Ово важи без обзира да ли се користи једносмерна или наизменична струја. Ипак, тешко је трансформисати једносмерну струју на високи напон и малу струју, док се то код наизменичне струје може лако и ефикасно урадити трансформаторима. Ово је био кључ успеха система наизменичних струја. 
Модерне преносне мреже користе наизменичне напоне до 765 kV.

### Едисонова пропаганда
Едисон је покренуо кампању да би обесхрабрио употребу наизменичне струје. Едисон је лично руководио над неколико погубљења животиња, углавном мачака и паса луталица, да би показао штампи да је систем једносмерне струје безбеднији од система наизменичне струје. Едисонов низ погубљења животиња је достигао врхунац са погубљењем слонице Топси. Такође је покушао да популарише термин „Вестинхаузован“ за погубљење струјом.
Едисон се противио смртној казни, али његова жеља да наружи систем наизменичне струје је довео до изума електричне столице. Едисон (или неко од његових запослених) је искористио наизменичну струју да направи прву електричну столицу за државу Њујорк са циљем промовисања идеје да је наизменична струја опаснија од једносмерне. Популаран мит је да је Едисон сам измислио електричну столицу, али према неким другим изворима, столицу су измислили неколико његових радника, посебно Харолд Браун, радећи у Менло Парку.
Када је столица први пут коришћена, техничари су лоше проценили напон потребан да се убије осуђени затвореник Вилијам Кемлер. Први удар струје 6. августа 1890. није био довољан да се убије Кемлер, али га је тешко повредио. Процедура је поновљена, а присутан репортер ју је описао као „одвратан спектакл, много гори од вешања“. Џорџ Вестингхаус је коментарисао: „Боље би урадили да су користили секиру“.
Ниске фреквенције (50-60 Hz) наизменичне струје су опасније од сличног нивоа једносмерне струје, пошто наизменична осциловања могу да наруше рад срца, изазивајући вентрикуларну фибрилацију, која брзо доводи до смрти. Међутим, било који практични дистрибуциони систем ће користити напонски ниво који ће бити довољан да осигура да ће опасне јачине струје протицати, без обзира да ли се користи наизменична или једносмерна струја. Пошто су предострожности према погибији од удара струје биле сличне, на крају су предности преноса енергије системом наизменичних струја превагнуле овај теоретски ризик и на крају је усвојен као стандард.

### Нијагарини водопади
Стручњаци су предложили да се искористе Нијагарини водопади за производњу електричне енергије, иако су кратко разматрали компресован ваздух као преносни медијум. Против предлога Едисона и Џенерал Електрика, Теслин систем наизменичних струја је добио уговор од стране Комисије. Комисијом је председавао Лорд Келвин, a подржавали су је пословни људи попут Џ. П. Моргана, Лорда Ротшилда и Џона Џејкоба Астора IV. Радови су почели 1893, а Теслина технологија је искоришћена да производи енергију из водопада.

### Од водопада до Бафала
Неки су сумњали да ће систем производити довољно енергије да би снабдевао индустрију у Бафалу. Тесла је био сигуран да ће радити, казавши да Нијагарини водопади имају могућност да снабдевају цели источни део САД. 16. новембра 1896, почео је пренос од Нијагариних водопада до индустрије у Бафало из генератора у постројењу Едвард Дин Адамс. Генераторе је направило Вестингхаусова електрична корпорација користећи Теслине патенте система наизменичних струја. Плочице на генераторима носе Теслино име. Тесла је такође успоставио стандард од 60 Hz за Северну Америку. Било је потребно пет година да се заврши комплетно постројење.

## Исход
Теслина наизменична струја је заменила једносмерну струју у многим примерима производње и дистрибуције електричне енергије, енормно повећавајући домет и побољшавајући безбедност и ефикасност дистрибуције енергије. Едисонови проналасци који су користили једносмерну струју су замењени уређајима на наизменичну струју коју су предложили други; примарно Теслини полифазни системи, а такође од и других, попут Чарлса Протеуса Штајнмеца (из Џенерал Електрика). Теслин систем на Нијагариним водопадима је означио крај Едисоновог плана за пренос енергије и био је прекретница у прихваћању наизменичне струје. На крају је и Едисонова компанија Џенерал Електрик прешла на систем наизменичних струја и почела да производи машине за наизменичну струју.
Њујоршка компанија за дистрибуцију електричне енергије, Консолидејтед Едисон је наставила да испоручује једносмерну струју потрошачима који су је усвојили почетком 20. века, углавном за старе лифтове. Јануара 2005, Консолидејтед Едисон је објавила да ће прекинути да пружа услуге једносмерне струје преосталим 1.600 потрошача (сви у Менхетну) до краја године.
Пренос електричне енергије може бити комерцијално значајан у контексту високонапонских система за пренос једносмерном струјом (HVDC), који се користе за пренос енергије од удаљених генераторских станица или за међуповезивање (интерконекцију) одвојених система наизменичне струје. Ови модерни HVDC системи користе чврсте полупроводничке уређаје који су били недоступни за време Рата струја. Енергија се још увек претвара из и у наизменичну струју са обе стране модерне HVDC везе. Предности садашњих HVDC система над обичним наизменичним системима за пренос укључују више номиналне вредности снаге за дату линију (важно пошто је инсталирање нових линија или чак унапређивање старих екстремно скупо) и боља контрола протока енергије, посебно у привременим и хитним условима који често доводе до кварова. Да је модерна HVDC била доступна у Едисоново време, постоје спекулације да би се Рат струја могао завршити другачије.
Системи једносмерне струје се још увек универзално користе у локалним применама, као што су у возилима за осветљење, паљење и пуњење акумулатора. +12V једносмерне струје је најчешће стандард у возилима, иако је индустрија објавила планове за прелазак на +36V да би се смањиле потребе за материјалом за проводнике. Мале инсталације које нису повезане на мрежу користе соларну енергију, мале хидро и турбине са погоном на ветар користе једносмерну струју од 12, 24 или 48 волти. Стандардни 120/240V електрични уређаји наизменичне струје се могу напајати из таквих једносмерних система преко инвертора, уређаја који претварају једносмерну струју у наизменичну.
Већина телефонских преноса и инсталација за управљање дистрибуирају једносмерну струју интерно, тако да локалне батерије могу да тренутно наставе да дају енергију ако дође до квара на спољашњем извору. -48V је стандард, иако многи мобилни телефони раде на +24V. Ова модерна пракса се прати у неким интернет серверима, посебно у онима који се налазе заједно са телефонском опремом, иако је развој непрекидног напајања учинио лакшим да се користи конвенционална опрема за наизменичну струју у таквим критичним ситуацијама.
Неки инжењери фарми сервера такође више воле да стриктно поставе системе за једносмерну струју, правдајући се да то раде да би поправили топлотну ефикасност и увећали поузданост напајања.